# Eustachys neglecta
Eustachys neglecta är en gräsart som först beskrevs av George Valentine Nash, och fick sitt nu gällande namn av George Valentine Nash. Eustachys neglecta ingår i släktet Eustachys och familjen gräs.
Artens utbredningsområde är Florida. Inga underarter finns listade i Catalogue of Life.